# Flemingia bhutanica
Flemingia bhutanica là một loài thực vật có hoa trong họ Đậu. Loài này được Grierson miêu tả khoa học đầu tiên.